# ラクーンシティ
ラクーンシティ（Raccoon City）は、テレビゲーム『バイオハザードシリーズ』に登場する架空の都市である。
各作品の名称は、バイオハザードシリーズの登場人物に準じた形で略している。また、作品によっては原典の発表後の再登場やリメイクに際し、原典から変更された箇所も多々存在するため、本記事ではまず原典での詳細を記述し、その後に変更点を記述している。

## 概要
アメリカ合衆国中西部に位置する、自然豊かな山々や森林に囲まれた架空の都市。元々は小さな田舎町であったが、アンブレラ社の工場が郊外に建設されたことで飛躍的に発展し、アメリカ有数の企業城下町となる。
市の名を冠す「ラクーン」 (Raccoon) とは、アライグマを意味する。
北部にはアークレイ山地と呼ばれる美しい山脈が連なり、有名な観光地となっているが、町は四方を山地に囲まれた山間部に位置し、市外との交通手段は市の北東へ伸びるハイウェイと郊外へ繋がる南部の幹線道路のみと、交通の便は良いとは言えない。市内には、サーキュラー川やマーブル川が流れている。
街の中心市街地はエナーデイル通り (Ennerdale St.) を隔てて、北側に存在する「ダウンタウン」と南側に存在する「アップタウン」の2つに区画が分かれている。中心市街の外郭にはシダー (Cedar) 地区や、ニューロックスクエア (New Lock Square) 地区、ローデスヒル (Rhodes Hill) 地区などが存在する。
主要幹線道路には「セントラル通り」 (Central St.) や「ウォーレン通り」 (Warren St.)、「ラクーン通り」 (Raccoon St.)、「ミッション通り」 (Mission St.) などが存在する。また、隣町の1つにストーン・ヴィルという町がある。
リメイク作品である『バイオハザード RE:2』（以下『RE:2』）および『バイオハザード RE:3』（以下『RE:3』）では、市中心部であるダウンタウンとアップタウンの街区構造が一新されており、R.P.D.など過去作の舞台となった施設が別の場所へ移動しているほか、複数の幹線道路が簡略化または削除、名称変更などの変更が加えられている。
アークレイ山地
ラクーンシティにほど近い郊外にそびえる山地。自然が豊かであり、登山者も多い。ここでは、かつてオズウェル・E・スペンサーが洋館やアークレイ研究所などの研究施設を設け、ひそかにウィルス実験を行なっていた。ラクーンフォレストや、観光地としても知られるヴィクトリー湖、ラクーンシティの水源であるラクーンダムなどが存在する。

## 歴史
- 1908年 - セントミカエル教会が時計塔を建設し、セントミカエル小学校を開設。
- 1960年 - マイケル・ウォーレンが技術者としてラクーンシティを訪れ、街の電化に着手する。
- 1968年 - 路面電車が敷設される。
- 1969年 - カイト兄弟により地下鉄が開通。アンブレラが市郊外に工場を建設（詳しい年月日は不明）。これを契機として街が飛躍的に発展する。この年にはラクーン警察署 (R.P.D. / Raccoon Police Department) が開設されている。
- 1978年 - セントミカエル時計塔が老朽化により稼働停止し、同時に小学校も閉鎖される。
- 1983年 - ラクーン動物園での象による園内パレードが中止される。
- 1987年 - ウォーレンが市長に就任。
- 1992年 - アンブレラの援助でラクーン市庁舎が改築される。同年にラクーン総合病院が設立。
- 1993年 - セントミカエル時計塔がアンブレラの資金提供による改築工事を終えて再稼働する。
- 1994年 - ラクーン大学校舎の大規模改修が行われる。
- 1996年 - アンブレラ社の出資で、市の治安強化と環境整備を目的とした「明るいラクーン21計画」が始動し、その一環で、R.P.D.内に新部署として特殊部門S.T.A.R.S. (Special Tactics And Rescue Service) が設置される。
- 1997年 - 市民グループによる環境保護調査団によると、この年から市内の主要河川および下水道に流出する有害物質量が急増する。
- 1998年 - アンブレラ事件が発生。
  - 5月11日 - アンブレラのアークレイ研究所でバイオハザードが発生。これ以降、市郊外やアークレイ山地で怪物が目撃されるなどの怪事件が相次ぐ。
  - 7月24日 - S.T.A.R.S.がアークレイ山中の洋館へ投入され、研究所は爆破される（洋館事件）。
  - 9月上旬 - ラクーン総合病院で最初の感染者が確認される。
  - 9月下旬 - ラクーン市内でバイオハザードが発生し、ラクーンシティは壊滅状態に陥る（ラクーンシティ壊滅事件）。
  - 10月1日 - アメリカ合衆国連邦政府の議決した核攻撃による滅菌作戦でラクーンシティは焼き尽くされ、消滅する。

なお、1998年に起きたアンブレラ事件については後述。

## 機関・施設
ここでは、ラクーンシティにある主な機関や施設に就いて説明する。『Biohazard archives Since 1960〜1998』に詳しい地図が掲載されているので、それも参照のこと。

### 公共機関・施設
ラクーン市庁（市役所）
市政の中心であり、街の心臓部である。アンブレラの援助で建設され、庭園には現市長のマイケル・ウォーレンの像が立つ。シンボルは、市庁舎前道路に面した門にある12個の宝石があしらわれた大時計。
『バイオハザード3 LAST ESCAPE』（以下『3』）では市庁の通りを通過できるが、建物の窓には板が打ち付けられており、ゾンビが建物から出現することもある。
ラクーン警察署 - R.P.D. (Raccoon Police Department)
街の中心地に位置する市警察署（警察本部とも呼ばれる）。署長はブライアン・アイアンズ。以前は美術館だった建物を市が買い取り、警察署として改修した。そのため、署内にはシンボルである女神像をはじめ美術館時代の名残や、古い建物であるがゆえの老朽化が散見される。一方、『バイオハザード アウトブレイク ファイル2』（以下『OB2』）では神経ガス発生装置といった防犯設備をはじめ、当時の最新設備であるさまざまな仕掛けが施されている。また、署の管轄下の特殊部隊としてS.T.A.R.S. (Special Tactics And Rescue Service) が存在し、署内には専用のオフィスも設けられている。しかし、洋館事件の際に多くの隊員が殉職して機能停止に追い込まれた結果、新たに選抜警官隊としてSWATが結成された。
バイオハザード発生時には地下駐車場が一時避難所として開放されたうえ、非番を含む全職員が総動員されたが、前述の選抜警官隊も含む多数の殉職者を出し、被害を押し留めることはできなかった。発狂したアイアンズの暴走・妨害工作によって武器・弾薬が各所へ拡散された結果、9月26日にはゾンビの集団による襲撃で多数の死者を輩出し、その際の余波で通信機が破損したことから、外部との交信が不可能になる（受信だけはまだ可能となっていた『3』では、U.B.C.S.のカルロス・オリヴェイラからの無線が入電している場面がある）。
9月27日にはゾンビの集団に署内西側バリケードを突破され、12名の犠牲者を出す。負傷者を押収物保管庫に匿うが、同日には署内にリッカーも出没するようになり、対策に追われる。28日午前2時には作戦会議室へも侵入されて署内すら維持できなくなり、9月29日には放棄が決定された（もっとも、その時点で職員の生存者は4名となっており、事実上の壊滅状態であった）。
『RE:2』『RE:3』では内部の構造が一新され、『2』のものをベースにしつつもエントランスホールの女神像と受付の配置が前後逆にされるなど、随所に一目でわかるよう大きな変更が加えられた。また、拳銃はブローニング・ハイパワー Mk.IIIが制式採用されていることが明らかになったほか、ゾンビが窓を破って侵入してくる箇所が1階部分の各所に存在し、木材を用いて割れた窓を塞ぐギミックが追加されている。
ラクーンシティ総合病院
街の北部に位置する市内唯一の総合病院。アンブレラの出資により、1992年に設立された。最新の医療設備や屋上ヘリポートが完備されており、高度な医療行為にも対応した地域有数の病院である。在籍する医師も優秀で、奇病の正体をウィルスによる感染症であることを独自に見抜き、抗体の研究を完成させる者もいた。一方、医院長はアンブレラと繋がりがあったことが、『OB』のスペシャルアイテムから判明している。
地上4階、地下4階の構造であり、地下は下水道へ通じている。1998年10月1日に、ニコライ・ジノビエフによって爆破された。『OR』では建物の構造そのものが他のシリーズと異なっており、建物内に引退式の式典の装飾が残されている。10月26日に啓発イベントを開催する予定だったことが、壁のポスターから読み取れる。
本格的な災害発生以前よりウィルス感染者が確認されており、未知の奇病への対応に奔走していた（『3』の医院長の手記から、9月10日の事時点で患者がゾンビ化した事例も確認されていた）。災害が大規模化した後の9月26日にはウィルス抗体の完成直前まで漕ぎつけていたが、ゾンビ化した患者との戦闘で医師や職員のほとんどを失い、すでに維持不能に陥ってしまっていた。
ラクーン消防署 - R.F.D. (Raccoon Fire Department)
ラクーン市内を管轄とする消防署。バイオハザード発生後、市内各所で発生した火災に対処した。少なくとも9月25日までは正常に機能していたようだが、キャパシティを超えた事態により、組合としては崩壊した。市内の至る所で消火中のまま無造作に停められた消防車が散見されるが、『OB』ではわずかな生存者による救助活動は継続され、その甲斐あって爆撃直前までに生還した市民がいる。
セントミカエル時計塔
路面電車の沿線やラクーン総合病院に隣接する、大きな時計塔。街の名所として、絵葉書にもなっている。塔内には礼拝堂のほかに宿舎や食堂なども整い、修道士や修道女たちが住み込みで詰めるなど、教会としての役割も担っていた。ラクーンシティの祭典「セントミカエル祭」は、この時計塔で行われていた模様。
1908年にセントミカエル教会が寄付を募って建立し、数十年の長きにわたり地域の子供たちを集めて小学校として機能していた。老朽化によって1978年に閉鎖されるが、1993年にアンブレラによる資金援助で改築工事が行われ、現在に至る。
バイオハザード発生時には避難所となっており、U.B.C.S.の作戦資料書によればU.B.C.S.および市民の救助・回収地点となっていたが、U.B.C.S.隊員および市民が28日時点ではすでに壊滅状態となっており、救出活動が行われることはなかった。
『RE:3』ではサーキュラー川に面し、時計塔の前にはロータリーと市外へ繋がるハイウェイであるアメリカ国道419号線（架空の路線）の入口がある。
ラクーン市立公園
セントミカエル時計塔の裏手に位置する市営公園。墓地も併設した緑豊かな園内は豊富な水に溢れて整備が行き届いているが、林道の奥には閉鎖された鉄門が存在し、立ち入り禁止となっている。
ラクーンスタジアム
確認できる中でラクーンシティ唯一のスポーツ施設のスタジアムであるが、正確な位置は不明。別名「ウォーレンスタジアム」。9月24日（推定）の昼に観客の1人がゾンビ化して近くにいた多数の観客を負傷させた結果、皆がその場で暴徒化する。被害者には市外から試合観戦に訪れたファンも多数存在したため、アンブレラの予想をはるかに上回る感染爆発に繋がってしまう。これが、ラクーンシティ最初のアウトブレイクとなった。また、「異界」シナリオの地下鉄西口コンコースでは「Warren Stadium」方面行の看板が、西側入口ではラクーンFCの名ともに「Tachiki's Studio」が確認できる。
ラクーン動物園
ラクーンシティ唯一の動物園。マスコットはアライグマの「ラクーン君」。ゾウのオスカーのパレードやライオンのショーなど、観客を飽きさせないイベントを行っている（ただし、オスカーは1998年に引退）。水棲生物を鑑賞できる湖畔エリアや植物を鑑賞できるジャングルドームを設けたほか、550号超のチラシ『ラクーン・ズー・ニュース』を発行していたが、そういった華やかな運営の裏では職員による原種ランの密売が問題となっていた。
ゲーム内で確認できる動植物として、ゾウ（名前は「オスカー」）、ゴクラクチョウ、アリゲーター、ライオン（「マックス」という名のオスライオン1頭と何頭かのメスライオン。そのうち3頭は繁殖プログラムとして海外から来た。）、スズメバチ、ラフレシア、ハイエナ。ムービーで確認できる動物として、シマウマ、ゴリラ、ベンガルトラ、クロサイ、ガゼル、キリン。バイオハザードが発生した際、その混乱によって多くの動物が脱走するが、その動物たち（主に哺乳類）も捕食対象としたゾンビたちに食い殺され、一部はそのままゾンビ化する。
『OR』の世界では存在しないことが、冒頭デモから読み取れる。
ラクーン大学
市の北東部に位置するラクーンシティの唯一の大学で、数々の優秀な卒業生を輩出している。建物は第二次世界大戦前に日本人建築家が設計した館であり、構内にはラクーンシティ出身の芸術家の作品などが飾られている。また、構内の実験室では同大学のグレッグ博士の手で密かにT-ウィルスや独自B.O.W.の研究が行われていた。
河川に隣接して簡易な桟橋が存在するほか、その地下には下水施設や地下鉄の旧引き込み線も存在しており、排気塔へ繋がっている。4年前に大規模な改装がされており、事件発生当時もまだ一部は改装途中で、機材が残ったままであった。滅菌作戦直前の10月1日未明には、U.B.C.S.によるTブラッドの回収およびタナトスの抹殺作戦「エンペラーズ・マッシュルーム」が実行されたが、タナトスの凶暴化によって失敗したうえ、その後の破壊工作によって本館の一部は爆破された。
ラクーン高等学校
ドラマCD版に登場する市立高校（ゲーム版には未登場）。アップタウンの警察署の南東に位置している。
ラクーン郵便局
警察署の東隣に位置する郵便局。作中では駐車場とその管理事務所のみが登場している。
ダグラス刑務所
『OB2』に名前のみ登場する。9月に囚人の脱獄未遂事件が起きた。
廃病院
アークレイ山地内にある3階建ての廃病院。かつて患者にアンブレラの違法薬剤を用いての臨床実験を行い、病院側が報酬を得ていたことが判明した結果、1993年頃に廃院となった。『OB2』登場時には閉鎖から数年が経ち、院内には地下の特別病室から生える巨大な植物が繁茂していた。植物の侵食と建物の老朽化で、至る所が崩落している。
付近には廃液の影響で、グリーンゾンビやシザーテイルが大量発生している。1998年9月初頭から、廃病院の近辺で登山者や鳥獣が惨殺される猟奇事件が多発していた。
旧裁判所 (Old Court)
『OB2』では「異界」シナリオの西口改札看板から地下鉄がここに接続していることが読み取れるが、旧裁判所なる施設が存在するかは不明。同名のスポーツチームが登場していることから、Old Courtは地名である可能性がある。
下水道・下水処理施設
ラクーンシティの地下に広がる巨大な公共設備であり、各地のモニター室でコンピュータ制御されている。各研究施設へ繋がっていたことから、研究員が秘密裏に移動するための経路として活用されていた。また、奥には郊外の工場（地下研究施設入口）へ続く極秘のケーブルカーが存在する。アンブレラ事件の際には、T-ウィルスがアンブレラ製薬研究所から下水道に漏れ、それが上水道を経て一気に拡まったのが、被害拡大の最大の要因である。
『RE:2』では、このような公共施設内にアンブレラが極秘施設を設けていたことから、アンブレラとラクーンシティ上層部の癒着が示唆されている。また、『RE:3』でも下水道事務所に偽装されたアンブレラの研究室が存在し、下水道を用いてB.O.W.の試験運用を行っていた。
変電所
アップタウンの警察署の東に位置し、発電所からの電力を市内に配電している。『3』の開始時点ではすでに無人化していたが、施設は自動で稼働していた。
『RE:3』ではダウンタウンの北端に位置し、『3』のものよりも規模が大きくなっており、各所の街路からは変電所の鉄塔が見える。バイオハザード発生当時は暴動の発生を受けて計画停電が実施されていたため、ドレインディモスが架線に巨大な巣を作っていた。
孤児院
『RE:2』に登場。ダウンタウンの北西、セントラル通りの北角にある孤児院。アイアンズが、理事長を兼任している。孤児たちは学校に通っていないものの、アンブレラの莫大な寄付により、他の養護施設と比較してかなり優遇された環境で過ごしている。一方、ドクターの数や毎日の注射の多さを不審に思う孤児もいるほか、院外へ養子に出された者からの連絡がまったく入らないため、「本当は養子に貰われるのではなくブギーマンの餌にされている」という噂も立っている。現在は孤児院の老朽化に伴う工事のため、全員が他の孤児院へ一時的に退避中であった。
その実態はアンブレラの被検体保有施設であり、養子として貰われていった孤児はアンブレラの研究所で臨床実験に使われていた。2月19日には研究所からオリバー（被検体628）が脱走し、助けを求めに現れたところで即時確保された結果、孤児院はウィルスに汚染されたと判断され、孤児たちは保安部隊によって廃棄処分されている。

### 交通機関
カイトブロス・レールウェイ（地下鉄）
カイト兄弟の手で1969年に創設された。創設当時は3駅しかない小規模なものだったが、アンブレラの援助で8駅にまで拡大された結果、市民の足として欠かせないものとなっている。『OB2』に登場するSouth Raccoon Street駅は、西側のトンネルが崩落して通行不可。また、東側トンネルにはギガバイトの巣による火災事故が発生していたほか、駅構内には列車（0928号 New Lock Square行き）が放置されており、地下では配水管の破損による漏水が発生していた。配管の老朽化やトイレの漏水、構内備品の無断使用や紛失といった問題は、バイオハザード以前から生じていた。
『3』でレールキャノン「パラケルススの魔剣」を導入したアメリカ軍特殊部隊は、ここを焼却処理場への侵入ルートとしていた。
『RE:3』ではRedstone Street駅が登場。出入り口がセントラル通り（Central St.）、ダウンタウン方面のレッドストーン通りに接続している。また指令室の計器やルートマップからフォックスパーク方面とストーンヴィル方面へ7駅存在していることが確認できる。
交通バス（路線バス - RACCOON CITY LINK）
事故発生当時、多くの交通バス（路線バス）は交通事故などによって機能を停止していた。警察署の近くでは、「33番系統MIDTOWN行き」のバスが激突事故を起こしていた。フィッション通りでは広告ポスターが、『OR』では映画館の近くにバス停とチケット売り場、また多くの「41番系統UPTOWN行き」のバスが確認できる。
路面電車
『3』『OB2』のシナリオ「咆哮」で登場。停留所としてダウンタウンの「セントラル駅 (Central Stn.)」や時計塔前の「ラクーン駅 (Raccoon Stn.)」、ラクーン動物園正門前に「ラクーン動物園駅 (Raccoon Zoo Stn.)」の存在が確認できる。交通バス同様、機能はほぼ停止していた模様。路線は市の中央を南北に走る「ラクーン中央線」から西に「ラクーン - アークレイ線」、東に「ラクーン - ストーンヴィル線」が分岐している。
車両基地には、エレファント・レストラン前に貼り出されていた避難勧告によれば10時、15時、18時、22時に避難用の救助ヘリを派遣していたが、エレファント・レストランの時計から22時の最終便は墜落したことが読み取れる。
『RE:3』には路面電車が登場せず、代わりにカイトブロス・レールウェイとは異なる鉄道が路面電車のものとほぼ同じルートで高架橋を敷設されている。
高速道路
市内を三方向に走る高架の高速道路。市北東のアークレイ山地方面から国道419号線が通っており、市中心部で西と南で分岐し、それぞれ市内に終端部分がある。
バイオハザード発生後の初期段階で州軍が封鎖し、市外へ脱出しようとする市民に対する検疫を実施していた。

### 民間・商業施設
アップルイン (Apple Inn)
市中心部大通り付近に位置する観光客向けのホテル。1人1泊25ドル（日本円で約2500円）と良心的な価格が人気。旅行者や学生が多く利用する。バラエティ豊かなコース料理が堪能できるのも売り。警備員は交代制で、住み込み警備室を居住空間として利用している。中には趣味のモデルガンを持ち込み、棚に飾る者もいた模様。「暴動」発生当初は避難用護送車がホテル前に待機して避難誘導を行っていたが、災害発生後にはボイラー室が爆発したことにより、各所で火災が発生していた。
エレファント・レストラン (Elephant Restaurant)
ラクーン動物園裏門正面に位置するレストラン。動物園の目玉であるゾウのオスカーをモチーフとなっている。ステーキが評判で、割と昔から存在している店とのこと。
『RE:3』では同レストラン監修のトマトスープがスーパーで販売されていることが、広告から分かる。
ケンド銃砲店 (GUN SHOP KENDO)
フラワー通りに面し、警察署の隣にある銃砲店。店主はロバート・ケンド。S.T.A.R.S.隊員たちとの親交が深く、サムライエッジなどのカスタムハンドガンの納入なども行っている。バイオハザード発生時には善意で銃火器を市民に無償配布していたため、店内にはほとんど銃器や弾丸が残っていなかった。『OR』では多くのバスの車体に広告が見られる。
『RE:2』および『RE:3』では店の規模が大きくなっており、店に面した道路が大規模な下水工事中によって通行止めとなっている。
ジョンソン国立銀行 (Johnson National Bank)
9月27日に選抜警官隊が展開した通りに位置する銀行。
マックリーズ
『OB2』に名前のみ登場。強盗の被害にあった銃器店。ダウンタウンのクレメンス通りに位置。
アルカス洋服店 (ARUKAS)
ケンド銃砲店と同じ通りにある洋服店。背景として登場する。スペルの「ARUKAS」を逆に読むと「SAKURA」となる。
『RE:2』の冒頭にも登場しており、警察署の南東大通り沿いに位置している。
ラクーンウィーク
ラクーン市内の出版社のひとつ。所在地は不明。ゴシップ誌「ラクーンウィーク」を刊行。
ラクーンプレス (The Raccoon Press)
市庁舎のすぐ近くに位置する3階建てのローカル新聞社。街で突如発生した猟奇事件の取材に追われていた。「ニューズコメット」「メガスクープ」「デイリーラクーン」などの新聞や雑誌を発刊している。また、『OB』と『OB2』に登場するアリッサとカートは、同社の記者。
ラクーンタイムズ (Raccoon Times)
ラクーンプレスと競合する地元新聞社。出版物は「ラクーンタイムズ」など。
ラムズ美術館
『OB2』および『RE:3』にて名前のみ登場。1998年2月に閉館したが、6月10日付けのラクーントゥデイの記事によると国際法に抵触している恐れがある野生動物の剥製計200点を競売に違法出品していたことが判明し、ラクーン市警から売買品目リストの提出を求められた。
映画館
Grill13の隣に位置する映画館。入口はゲートが閉まっており、入れない。正面には、『3』発売当時に未発表・未開発であった「BIOHAZARD4」と書かれたポスターが貼られている。
『RE:3』ではアップタウン南側のジルの自宅マンションのそば、警察署前の大通り沿いに位置しており、館内で火災が発生していた。
清酒 松浪
『2』のバスケット場裏に存在するレストラン。名前の由来は『2』でCGモデリングを担当したスタッフ・松浪保之から。
AMAGOMIHS
フラワー通りにある洋服店。スペルを逆から読むと、『2』の制作スタッフの姓・シモガマになる。
『RE:2』では警察署前の大通り沿いに存在する。
AMISET
路面電車の停留所向かいにある店。上記と同じく、逆から読むとスタッフの名前（テシマ）になる。
『RE:3』ではコンビニエンスストアとして登場しており、Redstone駅入り口に隣接している。
BAR JACK
『3』に登場するバー。R.P.D.職員がよく利用しており、バイオハザード発生後にジルとブラッドの再会の場となる。
『RE:3』でも登場。警察署からほど近い場所に位置し、スタンド看板からハロウィン特別カクテルが$3.9で提供されている模様。
CAFE CQA
ダウンタウンの商店街にあるカフェ。シャッターが降りている。
COFFEE SHOP SIGOURNEY
『RE:3』に登場する1979年創業のコーヒーショップ。映画館向かいのナイチンゲール通りの角にあり、店の出入り口にパトカーが衝突していた。
DELI FREE DELIVERY
アップルイン前の通りにある店。デリバリー（出前）のデリカテッセン（惣菜店）であるが、詳しい営業品目は不明。
Eagle's Pet Shop
駐車場裏手にあるペット・ショップ。店名の「Eagle」は『ストリートファイター』のイーグルが由来。
『RE:3』ではREDSTONE PHARMACY の正面に位置し、シャッターが下りて閉鎖されていた。『3』では店名のネオンサインのみが登場していたが、本作では前述のイーグル本人を模した看板が設置されている。
EARLY BIRD PARKING
『OB2』の冒頭デモムービーに登場する駐車場。看板から6ドルから利用できることが分かる。
Emmy's
ラクーン中心部から離れた地区にある店。『2』のオープニングムービーでレオンとクレアが遭遇した場所でもある。
GARAGE 88
『RE:3』に登場する自動車修理工場。レッドストーン通りから外れた裏通りに位置し、「Toy Uncle」に隣接している。
GRADY'S INN
『3』のオープニングムービーに登場する宿泊施設。店の看板のすぐ下に「アンブレラ」の社名が書かれているため、アンブレラ系列の可能性がある。
Grill13 / CAFE13
『3』に登場するレストラン。ジルとカルロスの出会いの場となる。『3』では看板に「Grill13」と書かれているが、『biohazard archives』および小説版では「CAFE13」と表記されている。
HOG HEAVEN
『RE:3』に背景として登場する精肉店。ウェストラクーン通りに面している。
import max
大通りに面した店。StoneX Shopの真正面と隣に位置する。何の店かは不明。
J's BAR
『OB』に登場したラクーンシティ中心街に店を構えるバー。店主はジャックで、シンディ・レノックスやウィルはここで働いていた。3階建てのビル全棟が店舗として使用されている。店長がワイン通として有名で、世界各国のワインが堪能できる店として人気が高く、R.P.D.職員によく利用されていた。2階にはスタッフルーム、3階には大きな酒倉庫があり、保管されている酒は百数十種類におよぶ。名物は醤油を効かせた豆スープ。
Jim's Crabs
『RE:3』に登場するレストラン。大きな蟹の看板が特徴。9月1日から10月31日まで限定ロブスターメニューを提供していた模様。
光瑠 (Kol)
市庁舎そばの狭い路地にある日本料理店。『RE:3』では地下鉄駅で和装の女性が描かれた看板が確認できる。
Larry's Bookshop city hall
レッドストーン通りのAMISET向かい側に位置する書店。店名に「city hall」との記載があり、市庁舎に近傍していることがわかる。
L.E.BOOKS
R.P.D.前にある本屋。入口は廃車で塞がれている。
LITTLE MICHAELS
『OB2』「異界」シナリオ冒頭で地下鉄駅に逃げ込む前に通り過ぎる緑の軒先の店。何の店かは不明。駅入り口の看板によると、サウスラクーン通り沿いにあることが分かる。
Lower Flower Shop
『2』のフラワー通りで確認できる店。
M&M
ジャック通りにあるブティック。『3』では1周目をクリアすることで2周目に鍵が手に入り、1周目のランクに応じてコスチュームチェンジができる。
MATSU CAFE
『DC』で登場。THOM'S BURGERと同様、R.P.D.から西2ブロック先にある喫茶店。店内のBGMや照明が稼働したままになっている。
MICHAELS' PIEROGIS
『RE:2』に登場するロシア料理店。ケンド銃砲店と同じフラワー通りに位置する。
MIZOIL
『RE:2』の冒頭に登場する市郊外のガソリンスタンド。併設されたコンビニがゾンビの襲撃を受けてダニエル保安官が出動していた。本作の制作発表時には、バイオハザード発生時にコンビニの倉庫を駆け回っていたネズミの視点からダニエル保安官の恐怖と混乱を描くトレーラーが公開されている。
MOON's DONUTS
『RE:3』に登場するドーナツショップ。ダウンタウンのクリスタルプロムナードに位置し、店の上にある月を模したドーナツの看板が特徴。
Motel Dere
『OR』で屋上にアメリカ陸軍が機関銃を設置していたモーテル。映画館やバス停の近くにあることが分かる。
Nine Ball
『RE:3』で登場。ジルのアパートに隣接する建物の一階に位置し、ナイチンゲール通りに面している。バンや警察車両が店の出入り口を塞ぐ形で廃棄されていた。
Paul's Hamburger
ラクーンシティのダウンタウンに位置するハンバーガーショップ。市内に複数の店舗が展開しており、『2』裏シナリオのスタート地点（フラワー通り）に2号店が存在する。
RACCOON BANK
『DC』で登場。R.P.D.前にある銀行。
RACCOON REAL ESTATE
『RE:2』『RE:3』で登場。市内の各所の看板から存在が確認できる不動産会社。賃貸物件を取り扱っている模様。
RACCOON MALL
大通りの歩道橋西側に位置するショッピングモール。登場時には閉鎖されていた。
RACCOON CITY TAXI
『OR』に登場。イエローキャブがあちこちで乗り捨てられている。
RC-radio
ラクーンシティの中心街に位置する場所にあるラジオ放送局。同名のラジオ番組を放送している（周波数は777KHz）。放送内容は、DJいわく「軽快な話題と音楽」。事件当時、「最後の放送」と述べて放送を敢行したDJはリスナーたちに市外へ逃げるように述べ、救助隊が到来することを信じていた。『UC』のハンク編では放送局とDJブースは多数のゾンビたちに囲まれた後も放送を続けていたが、やがてDJは恐怖に耐え切れなくなってラクーンシティの名を繰り返し叫び、「もう何もかも終わりだ」などと笑いながら発狂した。
『OR』では壊滅した放送局の惨状から、発狂後のDJはゾンビに喰い殺されたことがうかがえる。
RC.88
RC-radioの隣に位置するトランクルーム
REDSTONE PHARMACY
『RE:3』に登場する処方箋対応薬局。地下鉄「Redstone Street」駅に隣接。店のショーウィンドウにバンが衝突しており、既に薬品の多くが略奪されていた。
Rich Clothes
ダウンタウンのクリスタルプロムナードに面する洋服店。
RNN（Raccoon News Network）
ラクーン市内のテレビ局。9月24日に起きたラクーンスタジアムでの暴動や救助ヘリの墜落を報道した。
Sam's Sports
ウォーレンストリートのラクーンプレスの近くにあるスポーツ用品店。
Shop house BLUE MOUNTAIN
『3』の序盤、倉庫そばの商店街にある店。正面をバリケードで塞がれているため、何の店かは不明。
『RE:3』では店舗そのものは登場していないが、市内の複数箇所でに巨大なネオンサインが見受けられる。
StoneX Shop
大通りに面したスポーツ用品店。
STAGLA
市役所裏手にあるガソリンスタンド。車が大量に放置されている。機械油から引火し、爆発を起こして損壊した。
なお、『6』のトールオークスにも店舗が存在しているため、全米に展開する燃料ブランドであることがうかがえる。
『RE:3』ではフラワー通り沿いに存在し、ネメシスを撃退するためにカルロスにより爆破された。
Step 1 Mini-Mart
『2』のバスケット場のゴール近くに見える看板から分かる。
TAXAGO
『2』のオープニングムービーに登場するラクーン市街地郊外のガソリンスタンド。ゾンビ化した店員に右腕を噛まれたタンクローリーの男性運転手が店員を撃退し、血まみれのまま乗車して市街地に向かった後、R.P.D.の裏手にて乗車中のパトカーごと立ち往生していたレオンとクレアのもとへ突っ込み、爆発・炎上させてしまう（市街地にてタンクローリーが減速せず道路標識を跳ね飛ばしているうえ、レオンとクレアのもとへ突っ込む際に映る運転席での姿から、男性はTAXAGOを出発してまもなくゾンビ化したことがうかがえる）。モデルは実在する燃料ブランドの「Texaco」。
THOM'S BURGER
『DC』で登場。レオンのセリフにより、R.P.D.から西2ブロック先にあることが分かるハンバーガーショップ。店はシャッターが閉まっている。
TONY'S KICHEN
フラワー通り、アルカス洋服店の隣に位置するレストラン。
Toy Uncle
『RE:3』に登場するおもちゃ量販店。レッドストーン通りに位置し、建物の上にはマスコットキャラクターである「Mr.チャーリー」の巨大な頭の立体看板がある。だが、立体看板のネジが劣化している模様で、落下する危険性があるという指摘を受けているが、補修工事をする気配が無かった。作中でネメシスのロケット弾が直撃して看板が落下する。
店内にはカプコンのキャラクター「メガマン」のオマージュとしてグッズが陳列されている。

### アンブレラ関連施設
製薬工場
30年ほど前に誘致した工場。主に市販薬を製造しており、田舎の一地方都市に過ぎなかった町に多大な経済効果と発展をもたらした。アンブレラが持つ表の顔の1つ。
洋館 / 研究所
『1』に登場。正式名称は「アークレイ研究所」。アークレイ山中にある謎めいた豪邸。表向きはアンブレラ会長のスペンサー卿の私邸として、ジョージ・トレヴァーによって設計・建造された。洋館は地上2階建てとなっているがこれは偽装に過ぎず、実際には地下に大規模な研究施設を有し、主にTウィルスを利用した生物兵器研究を行っていた。ラクーンシティを襲った悲劇の始まりの場所。完成したタイラントが保管されている。
『1』のリメイク版では洋館は地上3階建てとなっているほか、中庭など足を運べる箇所が増えている。
幹部養成所
アンブレラ社の幹部養成施設。所長はジェームス・マーカス。市から北へ十数マイル離れたアークレイ山中に位置し、アークレイ研究所に隣接している。研究施設としても機能しており、アークレイ研究所の完成以前はこちらが中心だったが、1990年代前半に所長がU.S.S.によって暗殺された後、閉鎖された。その後、『0』にてウィリアム・バーキンの主導による施設の再利用計画が持ち上がったが、バイオハザードの影響で頓挫している。
工場 / 地下研究所
郊外の工場地帯地下に存在し、アンブレラが極秘裏に行っているGウイルスを中心とした生物兵器の研究施設。非常に高度な設備を持っており、万一の場合に備えた自爆システムも存在する。地上部分は工場に偽装されており、地下施設内部へは工場の列車ターンテーブルを模した巨大エレベーターで降下する。最深部には非常用の鉄道の引き込み線があり、市外へ繋がっている。
『RE:2』では、「NEST（英語で「巣」という意味）」と呼ばれている。
廃工場 / P-12A処理施設
サーキュラー川を挟んでラクーン市営公園の東側に存在するアンブレラの研究施設。入口は廃工場として偽装されており、「処理工場」や「焼却処理工場」、「廃棄物処理施設」とも呼ばれる。公園側からは立ち入り禁止の門を越え、吊り橋で渓流を渡らなければならない。地下研究所から出る有害物質の処理などを行っており、まれに民間人が迷い込むことがある。その際は即時射殺されるか、投降した場合には拘束され、研究所で人体実験の素体にされる（素体確保の場合、研究所から手当が給付される）。
営業所
アップタウンの警察署付近にあるアンブレラの営業事務所。ネメシス計画の一翼を担っていた。薬品倉庫を有している。
開発センター
生物兵器の研究施設のうちの1つ。ハンターなどの培養実験や、抗ウィルス試薬の開発などを行っていた。他の主な施設と違い、郊外ではなく市街地中心部の大通り近くにあるが、一般にはあまり知られていない。下水道への避難経路でもあり、タイラントT-0400TPが保管されている。
スペンサー記念病院
『RE:3』に登場する総合病院。最先端の医療が充実していると銘打っているが、地下には生物兵器の研究施設（通称「NEST2」）がある。しかし、地下研究施設の存在はナサニエルら一部の者以外は知らず、多くの医師や看護師は普通に病院に勤務している。
名前は、アンブレラの創立者の一人であるオズウェル・E・スペンサーが由来と思われる。

## アンブレラ事件
アンブレラ事件とは1998年にラクーンシティで発生したバイオハザードと、それに関連する事件のことである。

### 事件の序章（洋館事件）
発端
1998年6月頃、犬型モンスターの目撃情報が相次いでいることを週刊誌が報じる。実際は、それから遡って5月頃にはすでに洋館、研究所、養成所などでバイオハザードが発生している。職員や研究員には防護服（『1』に登場する「飼育係の日記」では、宇宙服と形容されている） の着用が命じられたが、着用命令が出た時点で手遅れの状態となっており（T-ウィルス#性質も参照）、被害を抑えられないまま全滅してしまう。
7月に入るとアークレイで遭難者が多発し、郊外の孤立した民家が10人ほどの徒党に襲われて一家全員が惨殺されるという猟奇事件が発生する。この「人食い事件」の捜査は行き詰まり、さらに次々と人食い事件が発生する。この事件を受けてアークレイ山地は封鎖され、猟奇事件に対処できる唯一の部隊としてS.T.A.R.S.の介入が決定される。
23日、S.T.A.R.Sブラヴォーチームがアークレイ山中に投入され、ゾンビや犬型モンスターなどを確認して黄道特急を発見するが、同チームは壊滅状態に陥る。
24日、ブラヴォーチームの消息途絶を受けて同じくアークレイ山中に投入されたクリス・レッドフィールドらS.T.A.R.S.アルファチーム隊員たちは洋館を発見し、そこがすでにゾンビやB.O.W.が徘徊する危険地帯となっていることや、生物兵器「T-ウィルス」とそれを用いたアンブレラによる非人道的な実験が行われていることなど、恐怖の事実を突き止めていく。その結果、同チーム隊員たちを率いて同行していたS.T.A.R.S.総隊長のアルバート・ウェスカーがアンブレラの手先だったことが判明し、同チーム隊員のブラッド・ヴィッカーズの操るヘリコプターにクリスら生存者たちが救助された直後、洋館は自爆装置によって消滅する。この事件により、クリス、ブラッド、ジル・バレンタイン、バリー・バートン、レベッカ・チェンバース以外の隊員はすべて殉職したため、S.T.A.R.S.は事実上の壊滅を迎えてしまう。
洋館事件でのバイオハザードの原因
事件の約10年前、アンブレラ幹部養成所の所長だったジェームス・マーカスが、オズウェル・E・スペンサーとのアンブレラ内での権力抗争の末、彼の命令を受けたウェスカー率いる部隊の襲撃を受けて殺害される。T-ウィルス関連の研究はウィリアム・バーキンが引き継ぐが、マーカスは自らが研究していたT-ウィルスによって巨大化したヒルとして復活し、アンブレラ職員の乗る鉄道と洋館を復讐のために汚染させる。
洋館事件後のS.T.A.R.S.隊員の動き
クリスらは洋館事件の報告を行うが、アンブレラの息が掛かった署長のブライアン・アイアンズはそれを揉み消し、クリスらによる調査を妨害する。まもなく、「G-ウィルス」の情報を掴んだクリスらはその詳細な調査を行うべく8月下旬にラクーンシティを離れてヨーロッパへ発ち、9月上旬には連絡が途絶えている。
なお、ジルはラクーンシティでの調査を目的として残留したためにバイオハザードに巻き込まれ、ブラッドはアンブレラを恐れてクリスらのような行動に出なかったためにネメシスに惨殺されることとなる。
洋館事件の影響
洋館の炎上によって周辺の森に火災が発生し、州兵や地元消防団の必死の消火活動も効果は薄く、広範囲の森が焼失する。
洋館でT-ウィルスとG-ウィルスの研究を行っていたウィリアムとアネットらバーキン夫妻は、S.T.A.R.S.の介入直前にアンブレラ製薬研究所へ研究資材と共に移動する。このことが、結果的には汚染物質の下水道流出につながることとなる。

### ラクーンシティでのバイオハザード（ラクーンシティ壊滅事件）
バイオハザード以前
T-ウィルスによる汚染物質が下水道へ流出した影響により、8月中旬頃から街では奇怪な事件、化け物の目撃情報が相次いだ。ブライアンはこれと云った対策を取ることもなく、事態は悪化の一途を辿る。9月に入るとラクーン総合病院でT-ウィルス感染者が確認され始め、「人食い事件（警察文書内では暴動・略奪事件となっている）」が頻発するようになり、最終的には米軍によって戒厳令が敷かれて非常事態となる。
バイオハザードの原因
9月23日頃、アンブレラ特殊工作部隊U.S.S.がG-ウィルス奪取のため、ウィリアム・バーキンの地下ラボを強襲。ウィリアムを銃撃して重傷を負わせ、G-ウィルスとT-ウィルスのカプセルが入ったケースを強奪する。瀕死のウィリアムは自らにG-ウィルスを投与して怪物化し、下水道に侵入した特殊部隊員を壊滅させる。その際に開いたケースから出たT-ウィルスのカプセルをウィリアムが踏み潰して破壊した結果、下水へT-ウィルスの原液が流出。下水道に生息していた生物がこれに感染し、凶暴化かつ巨大化したネズミやゴキブリ（ラージローチ）による熾烈な生存競争が市の地下で繰り広げられた。最終的に本来の生態系では上位捕食者であったネズミが覇権争いに敗れ、下水道から追いやられた末に地上や生活用水の水源であるヴィクトリー湖に流入したことにより、水道を媒介にT-ウィルスが街に蔓延することとなった。
バイオハザード発生
上記の事件により感染者が急増後、24日の昼にはラクーンスタジアム内で開催されていた地元フットボールチーム・ラクーンシャークス対オールドコートサンダースの試合中に観客の1人がゾンビ化して観客を負傷させ、T-ウィルスの感染が拡大した。この日は市外からも多くの観客がラクーンシティを訪れており、事態悪化を促進する結果となった。当時、市内ニュースで「暴動」として報じられたこの事件に対しては、50人以上の警官が動員されている。
その夜、「暴徒」は本格的な増加を始め、市内の各所に集団で出現するようになった。R.P.D.はゾンビの掃討、ストリートの封鎖や市民の避難などの対処を講じるも、狂乱したR.P.D.署長ブライアンの行動によりR.P.D.内は大混乱となり、多大な犠牲者を出した。こうした混乱に乗じて市庁舎にて盗難事件が発生するなど略奪行為も行われていた模様。
報告を受けた国防総省により合衆国州軍が動員され、ラクーンシティ周囲を完全に隔離することが決定された。市郊外の高速道路上に化学防護装備の兵士が駐屯する防御陣地が設置され、これにより市民の脱出も困難となり、電話回線も遮断されて陸の孤島と化した。戒厳令が発令される前に市を脱出した市民は相当数いたが、事前フェーズとして警戒態勢を敷いていた陸軍により、防疫措置が実施された。
なお、T-ウィルス汚染によるバイオハザード発生は放射能汚染として、それに伴う市の封鎖はそのまま、外部に報道されていたことが『OB』で明かされている。

### U.B.C.S.の投入・都市機関の壊滅
R.P.D.の壊滅
バイオハザード発生初期の24日頃は、ラクーンスタジアムでの暴動の対処や大通りでの暴徒掃討作戦後の現場検証、避難民の誘導・輸送など、未曽有の災害に翻弄されながらも治安維持機関として、ある程度は機能していた。また、市民救助において対象が呼びかけに呼応しない場合は発砲を許可するというゾンビに対する基本方針にて対応を行っていた。しかし、25日にブライアン署長はたび重なる事件発生を理由にテロ活動を懸念して署が占拠される事態を名目に挙げ、武器庫の弾薬を署内の各所に散らして配置させたほか、意図的に脱出経路と外部との通信を遮断したため、署員の継戦能力に大きな悪影響を与えた。
26日、ゾンビの大群がR.P.D.を襲撃し、多数の被害者を出す。その際、ブライアンによって通信機器が破壊されたため、外部との連絡が取れなくなってしまう。その後もゾンビとの戦闘や狂乱したブライアンにより、何人かの署員が殉職した。
27日、S.T.A.R.S.の後釜であるSWATを模した選抜警官隊は一般警官と共に市内でゾンビの掃討作戦を展開するが、ゾンビの頭部への銃撃（脳の破壊）が一番有効な対処法とは知らずにゾンビの群れに乱射したため、彼らの接近や囲みを許したり、弾切れを起こしたりしたためにあえなく全滅する。同日午後には警察署西側バリケードがゾンビに突破された戦闘で12名の被害者、同日に署内で出現し始めたリッカーによってさらなる多数の警官が殉職したうえ、28日午前1時には作戦会議室にゾンビが侵入し、生存者が6名にまで至る。そして29日には、署内で抵抗を続けていた6人の署員のうち4人が殉職し、1人が負傷してしまう（前出の6人のうち1人は、救援要請のために署外へ脱出した）。最後の命令に従って署は放棄され、脱出した署員が護送車で駆け付け、一部を除いた生存者を車に乗せて署を脱出した。そして、（自身の感染を自覚しあえて残った）署員最後の1人であるマービン・ブラナー巡査（『RE:2』では警部補）の殉職をもって、R.P.Dはその機能を完全に喪失した。なお、ブライアン署長は狂乱による署内での破壊工作と市長令嬢の誘拐後は署長室に籠城して職務放棄し、後に「G」によって殺害される。
その他の機関
ラクーン総合病院
事件発生後、ラクーン総合病院の医師たちは負傷者や感染者を助けるために奮戦していた。市内に投入されたB.O.W.を捕獲してT-ウィルスへの対抗策を研究し、ワクチンを生成する準備段階にまで到達するも、この時点で感染は医師たちにも及んでいたため、26日頃には間に合わずにほぼ壊滅してしまった。後にこのワクチンは、T-ウィルスに侵されたジルを救うべく病院を訪れたカルロス・オリヴェイラによって完成を迎え、彼女へ投与されることとなる。組織的な活動ができなくなった26日以降も、わずかながら医師や逃げ込んだ民間人などの生存者がいたが、下水道から侵入したヒルやリーチマンの出現により、脱出は困難を極めた。10月1日未明には、工作員ニコライ・ジノビエフの破壊工作により、爆破された。
消防署
市内の各地で発生した火災の沈静化と住人の救助のために奮闘していたが多数の殉職者を輩出し、24日前後には機能停止した。職員のうち2人は、ヘリによって民間人と共に脱出している。
交通機関
市の封鎖により市外部と行き来する交通機関はその機能を完全に停止。市内では、路面電車やバスのほとんどが車内での感染者発生やそれに伴う事故による車両の大破などで不通。また、道路では事故による崩落や車両放置が相次ぎ、暴動者を抑えるためのバリケード設置なども相まって車が正常に走れる状況ではなくなっていた。路面電車に関しては、災害発生初期に各停留所と救助ヘリが発着する車両基地とを往復していたが、24日夜にヘリが墜落したことにより、その機能を逸した。
地下鉄
一部区間では生存者により危険地帯からの退避手段として使用されたほか、U.B.C.S.による市民救助作戦で運用されていたものの、トンネルの崩落や事故などにより他の交通機関と同様にほぼ不通状態にあった。South Raccoon Street駅付近ではバイオハザードで発生したギガバイトが、地下鉄車両で避難していた住民たちを線路に張った繭で捕獲して中に閉じ込めた上で吸血し、最終的には地下鉄構内をすべて漁り尽くした。
U.B.C.S.の投入
アンブレラは26日ごろ、非正規の私設部隊U.B.C.S.を4個小隊200名をラクーンシティに投入。「市街地の掃討、市民の救助および市外への避難」が目的とされた。しかし、この時点で生存者は数えるほどであったばかりか、苛烈な状況下において逆にU.B.C.S.が壊滅する事態に陥った。また、U.B.C.S.の中には「監視員」と呼ばれる工作員が何人か含まれており、彼らは「U.B.C.S.の監視および戦闘データの回収」「実験体のデータ回収」「証拠物件の破壊」が主任務で、アンブレラがU.B.C.S.を投入した真の目的は、監視員の任務を達成するためであった。
ラクーンシティにはアメリカ軍特殊部隊もG-ウィルスを手土産に亡命を図っていたウィリアム・バーキンの確保を目的として極秘裏に投入され、レールキャノン「パラケルススの魔剣」が対G生物用兵器として持ち込まれたが、その動きを政界パイプを通じて事前に察知したアンブレラがタイラント5体を投入したことにより、ゴミ処理場での戦闘の末に相打ちとなった。その際に破損しながらもまだ機能していたパラケルススの魔剣は、後に辿り着いたジルの手で起動され、第3形態まで変貌した追跡者/ネメシス-T型を倒すのに用いられることとなる。
B.O.W.の投入
アンブレラは市内の混乱に乗じ、U.B.C.S.投入と同時期に実戦データ収集や妨害者抹殺のため、B.O.W.各種を投入した。ハンターαをはじめとするハンターシリーズは陸路で輸送・放出され、タイラントやネメシスのような個体数の少ないB.O.W.は空輸で市内に投下された。

### 政府による「滅菌作戦」
バイオハザード発生から約1週間後の9月末、事態を懸念した大統領と連邦議会は滅菌策「コードXX（ダブルエックス）」を議決し、発令に移した。
10月1日早朝、日の出とともに「コードXX」が決行され、アメリカ統合特殊作戦司令部・通称“ヘブンズゲート”による指揮の下、戦略ミサイルによるラクーンシティへの核攻撃を実行。コールサイン“エンジェル”の攻撃機6機が燃料気化爆弾を搭載した巡航ミサイル“アロー”12基を発射し、中心市街地の破壊後に全市域を破壊する戦術核が使用され、ラクーンシティは地図上から消滅した。
作戦開始時点で市内に展開していたU.S.S.と一部のアンブレラ社員には滅菌作戦の旨が通達されていたが、U.B.C.S.のような末端の部隊にはほぼ伝達されておらず、街に残っていた生存者は暴徒もろとも死亡している。
この事実はテレビやラジオで報道され、同時にアンブレラによる生物兵器製造や人体実験、ウィルス研究なども明るみに出る。
この件で政府はマスコミ、世論から激しく糾弾され、大統領が辞任にまで追いやられたと報道されている。

### 現在のラクーンシティ
現在（『3』や『OB』シリーズのエンディング以降）、ラクーンシティの跡地は先のミサイル攻撃によってクレーターが生じ、荒廃している。滅菌作戦後においてもウィルス汚染は残存しており、ラクーンシティの周囲12キロメートル以内は立ち入り禁止となっているため、街の再建の目処はまったく立っていない。『OB』のエピローグでは、ヘリポートと建屋から構成される高層建造物が建てられ、その様子をアンブレラ社保有のF-22に撮影させておりアンブレラがこの状況を利用して何らかの実験を継続していることが示唆されたが、後の作品ではアンブレラが崩壊して久しい旨が説明されているため、前述の実験は中止となったことがうかがえる。
『レクイエム』では、ほぼ全壊しながらもかろうじて看板が残っているR.P.D.など、消滅に至らなかった建物や街並みも確認できる。

### その後のアンブレラ
「ラクーンシティ壊滅の原因はアンブレラによるもの」であることを一般に周知されぬように偽造工作を繰り返す一方、なおも生物兵器の実験を続け、研究所の事故や敵対組織の襲撃でバイオハザードを発生させるに到り、第二第三のラクーンシティを作っていくこととなる。
隆盛を誇ったアンブレラであったが、真実を知った事件生存者や反対組織の諸活動などによって徐々に衰退。2003年には、再起のための研究開発が行われていた「テイロス計画」がクリスとジルに阻止されたことで、企業としては完全に瓦解。2004年までにアメリカ政府によって全面的な業務停止命令を受け、株価は大暴落。事実上、崩壊した。
しかしながら、アンブレラの復活を目論む者が少なからず存在している。

## 事件の生存者・犠牲者
生存者
事件関係者でラクーンシティ壊滅事件時に、ラクーンシティに不在、もしくはその後に脱出が確認された人物を以下に記す（職業、役職は当時のもの）。
- ジル・バレンタイン（S.T.A.R.S.隊員。バリー操縦のヘリでカルロスと共に脱出）
- クリス･レッドフィールド（S.T.A.R.S.隊員、クレアの実兄。洋館事件から生還し、ラクーンシティ壊滅事件時には事件調査のためヨーロッパにいた）
- バリー・バートンとその妻、娘のモイラとポリー（S.T.A.R.S.隊員。ジルやカルロスと共にヘリで脱出。ラクーン壊滅事件時には既に妻子はカナダに移住済み）
- レベッカ・チェンバース（S.T.A.R.S.隊員。洋館事件後の詳しい経緯は不明だが、『VD』で再登場する）
- アルバート・ウェスカー（S.T.A.R.S.隊長だが、正体はアンブレラ幹部研究員。洋館事件で死亡したと思われたが、『CV』で生存が確認された）
- レオン･S・ケネディ（R.P.D.署員。研究所地下の電車で脱出）
- クレア・レッドフィールド（大学生。クリスの実妹。レオンと共に脱出）
- シェリー･バーキン（ウィリアム・バーキンの娘。レオン、クレアと共に脱出）
- エイダ・ウォン（H.C.F.スパイ。『2』で死亡したと思われていたが、『4』で生存が確認された）
- ニコライ・ジノビエフ（U.B.C.S.隊員/監視員。『3』での分岐によっては死亡するが、ラクーン事件後に彼が提出した報告書やセルゲイとのやり取りの手紙が確認されている。しかし、「RE:3」ではジルに撃たれて重傷を負い、台詞からしてラクーンシティ消滅と共に死亡した可能性がある）
- セルゲイ・ウラジミール（アンブレラ幹部。テイロス素体のU.M.F.-O13を回収し脱出）
- カルロス・オリヴェイラ（U.B.C.S.隊員。ジルと共にヘリで脱出）
- ハンク（U.S.S.隊員。『2』のミニゲーム「The 4th Surviver」の主人公。G-ウィルス奪取後にヘリで脱出）
- ケビン・ライマン（R.P.D.署員。ヘリまたはトラックで脱出）
- マーク・ウィルキンスとその妻子（警備会社社員。ヘリまたはトラックで脱出。妻子はエピローグにそれらしき人物が登場することから、生存がうかがえる）
- ジョージ・ハミルトン（外科医。ヘリまたはトラックで脱出）
- ジム･チャップマン（地下鉄職員。ヘリまたはトラックで脱出）
- デビット・キング（配管工。ヘリまたはトラックで脱出）
- アリッサ・アッシュクロフト（新聞記者。ヘリまたはトラックで脱出。『OB』のプレイアブルキャラの中では唯一、明確に生存後の動向が描かれている）
- ヨーコ・スズキ（自称大学生だが、正体はアンブレラ研究員。ヘリまたはトラックで脱出）
- シンディ・レノックス（ウェイトレス。ヘリまたはトラックで脱出）
- ダニー（消防署員。ギルと民間人を乗せてヘリで脱出）
- ギル（消防署員。ダニーと同乗したヘリで脱出）
- リンダ（アンブレラ研究員。ヘリまたはトラックで脱出）
- ロドリゲス（U.S.S.第二分隊長。大尉。輸送ヘリで脱出）
- リタ・フィリップス（R.P.D.署員。主人公とハリーとトラックで脱出）
- ハリー（R.P.D.署員。主人公とリタとトラックで脱出）
- マイケル・ウォーレン（ラクーン市長。事件発生直後真っ先に街から退避。その後、ラクーンシティを封鎖していた州軍に保護された）
- ルポ（本名:カリーナ・レスプル。U.S.S.デルタチーム、ウルフパックの隊長。同部隊の生存者と共にヘリもしくは何らかの方法により脱出）
- ベルトウェイ（本名:ヘクター・ヒヴァース。ウルフパックの隊員にしてルポの部下。同じ方法で脱出）
- バーサ（本名:ミカエラ・シュナイダー。上記と同様。同じ方法で脱出）
- フォーアイズ（本名:クリスティーン・ヤマタ。上記と同様。同じ方法で脱出）
- ベクター（本名不詳。上記と同様。同じ方法で脱出）
- スペクター（本名:ウラジミール・ポドロフスキー。上記と同様。同じ方法で脱出）
- カーティス・ミラー（『DG』の主要人物。医師。ラクーンシティ壊滅事件で妻子を失っている）
- フレデリック・ダウニング（『DG』の主要人物。アンブレラ研究員。ラクーンシティ壊滅事件の脱出時にt-ウィルスを持ち出している。後にウィルファーマ社の主席研究員として登場する）
- リカルド・アーヴィング（『5』の主要人物。バイオハザード発生当時ラクーンシティにおり、脱出していたらしいが真偽は不明）
- ディラン・ブレイク（『DI』の主要人物。アンブレラ下請けのPMCに所属する義勇兵。ラクーンシティ封鎖に参加したがゾンビとの交戦で仲間を失い、1人は自らの手で殺害した）

上記のほか、相当数の市民が脱出している。
犠牲者
アンブレラ事件（洋館事件・ ラクーンシティ壊滅事件）で死亡した人物を以下に記す。
ここでは氏名が判明しており、なおかつ死亡が確実とされた人物のみ記載する。括弧内は補足説明。
- ブラッド・ヴィッカーズ（S.T.A.R.S.隊員。洋館事件からは生還するものの、ラクーンシティでネメシスに殺害された後、ゾンビ化。『RE:3』ではジルと逃走中にゾンビに噛まれ、足止めで留まった後に殉職、ゾンビ化）
- エンリコ・マリーニ（S.T.A.R.S.ブラヴォーチーム隊長。山奥の洋館でウェスカーにより射殺）
- ジョセフ・フロスト（S.T.A.R.S.隊員。アークレイ山中での捜索中、ケルベロスに襲われて殉職）
- ケネス・J・サリバン（S.T.A.R.S.隊員。山奥の洋館でゾンビに襲われて殉職）
- フォレスト・スパイヤー（S.T.A.R.S.隊員。山奥の洋館でクロウに襲われて殉職後、ゾンビ化）
- リチャード・エイケン（S.T.A.R.S.隊員。山奥の洋館でヨーンの毒により衰弱死またはヨーンかネプチューンに飲み込まれ殉職）
- エドワード・デューイ（S.T.A.R.S.隊員。アークレイ山中での捜索中、ケルベロスに襲われて殉職後、ゾンビ化）
- ケビン・ドゥーリー（R.P.D.署員。ヘリのパイロット。アークレイ山中でケルベロスに襲撃され、殉職）
- ブライアン・アイアンズ（R.P.D.署長。G幼体に寄生される、もしくはG生物に真っ二つにされる）
- マービン・ブラナー（R.P.D.署員。ゾンビ化。『OB2』『RE:3』にて異なる形での発症経緯が描写されている）
- エリオット･エドワード(R.P.D.署員。9月29日 屋上でヘリの救助を待っている際にゾンビに襲われ、その際乱射した流れ弾がヘリパイロットに命中、墜落の巻き添えで死亡。『RE:2』ではゾンビに襲われ殉職、ゾンビ化）
- デビッド・フォード（R.P.D.署員。9月28日午前2時30分、作戦会議室に侵入してきたゾンビとの戦闘で殉職。『RE:2』ではリッカーとの戦闘で殉職した模様）
- ジョージ・スコット（R.P.D.署員。9月29日の宿直当番。宿直室で喉と腹を裂かれた状態の遺体として見つかる）
- エドワード（R.P.D.署員。9月26日、錯乱したブライアンに射殺される）
- メイヤー（R.P.D.署員。殺人課所属。デビッドを庇い、ゾンビに襲われ殉職）
- キャサリン・ウォーレン（市長の令嬢。ブライアンに殺害される）
- ロバート・ケンド（ケンド銃砲店店主。ゾンビに襲われて死亡する。『RE:2』では娘のエマと共に心中した）
- ロバートの妻、エマ・ケンド（ロバート・ケンドの妻と娘。共にゾンビに襲われて妻は死亡し、噛まれて感染したエマは心中を図ったロバートにより射殺）
- ベン・ベルトリッチ（新聞記者。G幼体に寄生される、もしくはG生物に爪で引き裂かれる。『RE:2』ではタイラントに殺される）
- ダリオ・ロッソ（ホテルアップル・インに宿泊していた男性。コンテナに立て籠もるも、恐怖に耐え切れず扉を開けた所をゾンビに襲われて死亡）
- ルチア・ロッソ（ホテルアップル・インに宿泊していたダリオの娘。ゾンビに襲われて死亡）
- アネット・バーキン（アンブレラ研究員。死因はシナリオにより異なる）
- ウィリアム・バーキン（アンブレラ研究員。G-ウィルスを自身に投与してクリーチャー「G」と化す）
- ミハイル・ヴィクトール（U.B.C.S.のデルタ小隊長。ジル達を逃がすため、路面電車もろとも自爆）
- タイレル・パトリック（U.B.C.S.隊員。ニコライによって爆死か自爆。『RE:3』では、ネメシス第二形態に襲われ殉職）
- マーフィー・シーカー（U.B.C.S.隊員。ゾンビ化直前にニコライかカルロスによって射殺。『RE:3』では、ニコライによって射殺）
- ボブ（警備員、マークの同僚。ゾンビ化の前に自殺またはゾンビ化）
- ウィル（J'sBAR店員。勤務中にゾンビを客と勘違いして襲われ死亡、ゾンビ化）
- レイモンド（R.P.D.署員。逃げ遅れた市民を援護してのゾンビまたはシザーテイルの群れとの戦闘で殉職）
- エリック（R.P.D.署員。爆破作業中、ゾンビに襲われて殉職）
- エリオット（R.P.D.署員。エリックの援護中、ゾンビに襲われて殉職）
- モニカ（アンブレラ研究員。G幼体を持ち出そうとするも、胚を植え付けられた後に身体を食い破られて死亡）
- ハルシュ（ラクーン総合病院医師。リーチマンに襲われてリーチマン化）
- スコット・ジョーンズ（ラクーン総合病院主任医師。ナースセンターで遺体となっている）
- イーサン（ラクーン総合病院の医院長。医師詰め所で遺体となっている）
- ロバート（ラクーン総合病院関係者。遺体がリーチマンにさらわれる）
- レン（消防署員。ホテルアップル・インにて救助活動中、ボイラー室の爆発に巻き込まれて殉職）
- チャーリー（レンと同じく、爆発に巻き込まれて殉職）
- グレッグ・ミューラー（ラクーン大学教諭。元アンブレラ研究員。U.B.C.S.工作員により射殺）
- ピーター・ジェンキンス（ラクーン大学教諭。死因不明。難易度によりゾンビ化）
- トニー（R.P.D.所属の警察犬調教師。ゾンビ犬に襲撃され、殉職）
- フレッド（R.P.D.署員。警察署の屋上から侵入したクロウの群れに応戦し、殉職）
- アーロン（R.P.D.署員。警察署の非常階段から侵入したゾンビの群れに応戦し、殉職）
- ジャン（R.P.D.署員。駅構内で衰弱死）
- カーター（アンブレラ研究員。暴走したタイラントに襲撃されて死亡）
- パトリック・レイズ（ラクーン動物園職員。ゾンビ化した園内の猛獣に襲撃され、衰弱死）
- リッキー（ラクーンシティ地下鉄職員。勤務中にメガバイトに噛まれ、ウィルスに感染し死亡）
- ダニエル・コルティーニ（ラクーンシティ郊外に勤務する保安官。ゾンビに襲撃されたガソリンスタンドからの通報を受け、自身も襲われて殉職後、ゾンビ化）
- ジェリー（市郊外のガソリンスタンドの従業員。ゾンビに襲撃されゾンビ化）
- ゴースト（本名：J・マルチネス。U.S.S.隊員。G-ウィルス確保任務中、撤収時にG生物と交戦し、殉職）
- A・カークパトリック（U.S.S.隊員。G-ウィルス確保任務中、撤収時に下水道でG生物と交戦し、殉職）
- ナサニエル・バード（アンブレラワクチン開発主任。スペンサー記念病院でU.B.C.S.工作員により射殺）
- JJ（アンブレラ下請けのPMCに所属する義勇兵。ディランの同僚。ゾンビ化した仲間を射殺した際に噛まれて感染し、ディランにより撲殺）
- ジェーン（ドラマCD「運命のラクーンシティVOL.1」の主要人物。ラクーン高等学校生徒。自宅の崩壊に巻き込まれ、搬送先の病院で死亡。彼女を含め、同作の登場人物は最終的に全員死亡した）
- リンダ・パール（ドラマCD「運命のラクーンシティVOL.2」の主要人物。医師。仲間を病院から逃がすために単身ゾンビに挑み、死亡。彼女を含め、同作の登場人物は最終的に全員死亡した）
- ジョージ（ドラマCD「運命のラクーンシティVOL.3」の主要人物。ストリートチルドレン。仲間を逃がすために単身ゾンビに挑み、死亡。彼を含め、同作の登場人物は最終的に全員死亡した）

上記以外にも事件の犠牲者は、10万人に達するとされている。
なお、感染爆発時のラクーンシティを舞台にしたナンバリングシリーズの『2』『3』の作中では27日の時点で主要人物以外の生存者は殆ど確認出来ず、あたかもクリーチャーだけのゴーストタウンと化している様に描写され、その有様から「もう生き残っているのは、自分達少数だけ」であると他の生存者の存在を諦める言及もしているが、実際には、このリストからも分かる様に、同時系列を描いたサイドストーリーやスピンオフ作品によって、滅菌作戦の寸前まで、多数の民間人に、R.P.D.やその他公共機関の生き残り、何らかの任務で送り込まれた政府やアンブレラ社のエージェントが、本編の主人公達が立ち寄ることがなかった施設に、または時系列ニアミスになりながら職務を全う、或いは生還に向け、奮闘を続けている姿が描がれている。
それを踏まえてかリメイク作の『RE:』シリーズでは、新たな登場人物や、探索中や通信越しに生存者を見聞き出来る描写が更に追加され、レオンやジルも、取り残された人々やラクーンシティ自体を救う希望を、最終盤まで捨てずに語っている。

## 市に関係する事物
ビッグE
ラクーンシティをホームタウンとしたアメリカンロックバンド。ラクーンシティでの人気は絶大で、知らない者はいないらしい。事件当時、一路ラクーンシティへ向かう最中だったために事件には遭遇せず、全員生存している。『RE:3』の広告看板から一夜限りのライブをする予定だった模様。
ラクーンシャークス（Raccoon Sharks）
ラクーンシティの有名フットボールチーム。9月24日（推定）にラクーンスタジアムで試合を行ったが、市外からも多数の観戦客が到来していたため、観客のゾンビ化による「暴動」の被害を拡大させることとなった。メンバーの安否は不明。
オールドコートサンダース（Old Court Thunders）
オールドコート地区のフットボールチーム。24日にラクーンシャークスとの試合を行っていた。
ラクーンFC
ゲーム本編には直接関係ないが、『OB2』異界の地下鉄駅構内の広告で確認できるフットボールチーム。広告内容から日曜に復活戦をTachiki's Studioでする（もしくはした）ことがうかがえる。
Raccoon Shooting Club
ラクーンシティの銃愛好家によるクラブ。ケンド銃砲店のカウンターに宣伝ポスターが貼り出されている。
ハーブ
アークレイ地方に自生する固有種のハーブ。傷の治療から解毒まで対応できる幅広い薬効と調合によって効果を高められる性質から、天然の医療薬品として古くからアークレイ地方の人々に利用されてきた歴史がある。
『OB』に登場する市民たちが調合法を理解しているため、彼らにとっては生活の一部であることがうかがえる。ビリー・コーエンはラクーンシティに縁がないため、調合がまったくできない。出身地でも地元住民でもないレオンやクレアがどこで調合を学んだかは不明（ただし、クレアは兄クリスが地元警官として勤務しており、またレオンは警官としての配属先であることから、まったく縁がないわけではない）。
栽培を趣味とする市民もおり、教本まで出版された上、使用料理「ハーブパイ」や「ハーブクリーム」も考案された。ラクーンシティ消滅後もこのハーブを改良した物が、他の土地で栽培されている。
Cool Soda
R.P.D.内や市内の各所で広告が確認できる清涼飲料水。
Juicy Raccoon
市内の各所の自販機で販売が確認される清涼飲料水。販売価格は80セント。
Burger Kong
ゲーム本編には直接関係ないが、市内の各所で広告が確認できる。
Zapata Beer
『OB2』で市内ハイウェイ沿いの倉庫ビル屋上のネオンサインで確認できるビールメーカー。『RE:3』でもスーパーで広告が確認できる。
FRED ZIZI
『OB』でJ's Bar内のワインルームのポスターで確認できるお酒。
Nal nal BREWERY
『OB』でJ's Bar内の木箱で名前が確認できる醸造所。『RE:3』ではスーパーで広告が確認でき、「Don Quixote」という銘柄の酒を扱っていることが分かる。
アンブレラヌードル
『OB』でアップルイン101号室から見つかるインスタントヌードル。味はいいらしい。『RE:3』でもスーパーで広告が確認できる
A.K SYSTEMS、PETDOG、STANDWOOD NEWSPAPER
『OB2』の地下鉄車内で広告が確認できる。

## ラクーン壊滅事件に類似した事件
ラクーン壊滅事件の影響で、世界各地でバイオハザードやバイオテロの危険が高まり、実際にそういった被害が以下の地域で発生している。
シーナ島
『GS』に登場。ヨーロッパに存在する孤島で、全域をアンブレラが所有していた。内部告発を恐れた研究所司令官ビンセント・ゴールドマンが、T-ウィルスをばら撒いて島全体の口封じを図ったため、ラクーンの次にバイオハザードが発生することとなった。生存者はアーク・トンプソン、ロット・クライン、リリィ・クライン。
スターライト号
『GAIDEN』に登場した客船。乗客を乗せた同船が航行中に新型B.O.W.が侵入したため、船内へT-ウィルスが蔓延した。生存者はレオン・S・ケネディ、バリー・バートン、ルシア。
ロックフォート島
『CV』に登場。シーナ島と同じく、アンブレラが所有している島。所在地は南米付近の太平洋で、捕虜収容所や研究施設が存在していた。この島で研究されていたウィルス「T-Veronica」を入手するため、アルバート・ウェスカーが部隊を率いて島を攻撃。それによりウィルスが漏洩し、バイオハザードが発生した。生存者はクレア・レッドフィールド、スティーブ・バーンサイド、アルフレッド・アシュフォード、D.I.J.。
アンブレラ社南極基地
『CV』に登場。経緯は不明だが、こちらもロックフォート島のようにバイオハザードが発生。ロックフォート島からの生存者がここに集結したが、スティーブとアルフレッドは死亡。クレアと彼女を救助するために侵入したクリス・レッドフィールド、同じく基地に侵入したウェスカー、D.I.J.は生還。
スペンサーレイン号
『GS4』に登場したアンブレラの豪華客船。2002年9月に各国のVIPを乗せて太平洋上を航行中だったが、数日前にアンブレラ開発研究所パリ支部からt-ウィルスを奪取したモーフィアス・デュバル率いるテロリストが同船をシージャックし、T-ウィルスを散布した。同船はしばらくオートパイロットで航行した後に氷山へ衝突し、爆発炎上して沈没した。ブルース・マッギャヴァン、フォン・リン、ウィルスを自ら投与してT-レディ化したモーフィアスが生還したが、モーフィアスは同船脱出後に海底研究所のミサイルサイロにて死亡。
ロシア・コーカサス地方
『UC』(ステージ名｢アンブレラ終焉｣｢闇を継ぐ者｣)に登場。旧ソ連時代の化学工場をソ連崩壊後にアンブレラが買収し、地下にアンブレラのロシア支部を建設。同社幹部のセルゲイ・ウラジミール大佐が統括していた。2003年、倒産寸前のアンブレラがすべての研究データを結集してセルゲイ主導で再起を図っていたが、アルバートと内通していた同施設の研究員がt-ウイルスを漏洩させてバイオハザードが発生。その直後、アルバートが意図的に流した新型B.O.W.開発の情報を聞き付けた私設対バイオハザード部隊（後のBSAAの前身）が強襲してゾンビやB.O.W.をすべて駆除し、最新B.O.W.｢テイロス｣も最深部でクリスとジルに倒され、壊滅した。
同時刻、アルバートもクリスたちを囮にする形で単独で潜入。怪物化したセルゲイを倒した後、アンブレラの全研究データを奪取・消去し、クリスたちと遭遇する前に密かに立ち去った。生存者はクリス、ジル、アルバート、犠牲者を出しながらも私設対バイオハザード部隊の隊員たち。
南米アムパロ（事件名：オペレーション・ハヴィエ）
『DC』に登場。「聖なる蛇たち」という麻薬組織が一大勢力を築いている地域で、リーダーのハヴィエ・ヒダルゴが元アンブレラ社の研究者と接触したという情報を得たアメリカ政府はエージェントのレオンとジャック・クラウザーを派遣したが、それを察知したハヴィエがB.O.W.を近隣へ放ち、バイオハザードが発生。その結果、アムパロを流れる川の下流にあるミックスコアトル村は全滅した。関係者のうちレオン、クラウザー、ハヴィエの娘マヌエラの3名が生還したが、クラウザーはエージェントから退くほどの重傷を負い、マヌエラに関しても政府の監視が付けられた。
スペイン奥地（事件名：大統領令嬢誘拐事件）
『4』の舞台となったスペインの奥地（ゲーム中では「ヨーロッパの片田舎」となっている）。正確な地名については不明だが、現地ではペセタが通貨として使用され、言語はスペイン語が使用されている。2004年に、この場所で活動している「ロス・イルミナドス教」という宗教の教祖オズムンド・サドラーが、かつて封印された寄生虫「プラーガ」を利用し、世界征服を計画していた。生存者はレオン、アシュリー・グラハム、エイダ・ウォン。
テラグリジア（事件名：テラグリジアパニック）
『RV』に登場。地中海に浮かぶ人工都市だったが、2004年に開発反対を訴えるテロ組織「ヴェルトロ」が街に新型ウィルス「t-Abyss」を散布。さらにB.O.W.を大量投下したために街は壊滅し、最終的に事態収束は不可能と判断された後、人工衛星レギア・ソリスの攻撃によって都市ごと消滅した。劇中で確認できる生存者はパーカー・ルチアーニ、ジェシカ・シェラワット、クライヴ・R・オブライエン、レイモンド・ベスター、モルガン・ランズディールだが、この他にも多数の生存者がいることが劇中の描写から確認されており、『RV2』に登場したナタリア・コルダもその1人である。
クイーン・ゼノビア（事件名：クイーン・ゼノビア号事件）
テラグリジア同様、『RV』に登場。3隻の豪華客船、クイーン・ゼノビア、クイーン・セミラミス、クイーン・ディードにて、テラグリジアパニックに使用されたt-Abyssが船内全域に漏洩し、バイオハザードが発生する。船内には多数のウィルス感染者やB.O.W.が徘徊し、最終的には海の底へ3隻共々沈められた。この事件がきっかけで、テロリスト集団ヴェルトロが壊滅してその首領のジャック・ノーマンが死亡し、先のテラグリジアパニックと今回の事件を仕組んだとして、FBC長官のモルガン・ランズディールが逮捕された。
ハーバードヴィル
『DG』に登場。ラクーンと同じく、アメリカ中西部に存在する工業都市。アンブレラ倒産後に力を付けた、製薬企業ウィルファーマ社の研究所が存在する。地元住民には、ラクーンの二の舞を恐れてデモ活動を行う者もいた。2005年に、ウィルファーマ社主任研究員フレデリック・ダウニングがT-ウィルスとT-ワクチンをグランデ将軍へ売るためのデモンストレーションとしてバイオテロを発生させたが、都市全体を巻き込んだ災害にはならず、空港と研究所だけで被害は抑えられた。劇中で確認できる（空港における）生存者はレオン、クレア、アンジェラ・ミラー、ロン・デイビス、ラーニー・チャウラー、ロンの秘書、空港職員1名だが、この他にも多数の生存者がいることが劇中の描写から確認されている。フレデリックはアンジェラに逮捕されたが、ロンは何者かに暗殺された。
キジュジュ自治区（事件名：キジュジュ自治区事件）
『5』に登場。ナイジェリアに存在している。通貨はナイラが使用され、車両は右ハンドルである。当初、バイオテロなどは想定されていなかったが、BSAAが現地へ到着した2009年にバイオテロが発覚した。この事件でアルバートが死亡。生存者はクリス、シェバ・アローマ、ジョッシュ・ストーン、ジル・バレンタイン。
ザイン島
『RV2』に登場。某所（島の言語や気候から、ロシア近海または北海周辺であることが示唆されている）に存在する地図に載っていない孤島で、島全体の実験場化を目論んだアレックス・ウェスカーが、島の再開発を名目に各所に設立した実験施設で島民を相手にした生体実験を繰り返した結果、何らかの原因でt-Phobosウィルスが流出して島全体がバイオハザードに遭った。生存者はクレア、バリー、モイラ・バートン、ナタリア・コルダ。
マルハワ学園（事件名：マルハワデザイア）
『MD』に登場。アジア某国クダンカンの北部エルナウルの奥地に位置する、アジア最大の名門校。2012年、閉鎖的かつ排他的でエリート意識が強い校風を築いた理事長マザー・グラシアに憎悪を抱いた生徒会長ビンディ・ベルガーラが、親友ナナン・ヨシハラが変異した実験体C16を使ってC-ウィルス（この時はまだ「新種のウィルス」としか明かされていない）によるバイオテロを決行。その結果、グラシアはクリーチャー化したビンディに殺害され、生徒や教職員たちも全員ゾンビ化、もしくはビンディやC16に殺戮され、全滅する。ビンディとC16はそれぞれ倒され、学園内のゾンビも突入したBSAAの攻撃でほぼ駆逐された後、学園は廃校を経て厳重に封鎖された。後述するリッキー・トザワを除く関係者の全員が死亡したため、この事件はBSAA内のみの極秘事項とされ、マスコミにもほとんどの事実は隠蔽された。生存者はクリス、ピアーズ・ニヴァンス、リッキー・トザワ。
イドニア共和国
『6』に登場。東欧に位置する小国。1980年代後半に民主化を果たすも20年が経過し、内政は乱れて混乱し始める。そんな中、軍部によるクーデター事件が発生するも、このクーデター事件がきっかけで政府が結束し、混乱は収まる。当時のイドニア首相は議会を解散させ、｢イドニアは、EU諸国と協調・連携すべき｣と説く政党が第一党となった。
クーデターを起こした軍部は壊滅状態に陥るも、過激派は反政府軍となって抵抗を続け、周辺諸国の不安定な状況に便乗。それに加え、イドニアの貧困層の人間が暴徒化し、2010年に内戦状態に突入した。さらには何者かが反政府軍の人間にC-ウィルスをまき、反政府軍所属の兵士がジュアヴォと呼ばれるB.O.W.に変異。BSAAが介入に乗り出す事態となり、さらに内戦は激化することになった。
この事件をきっかけに、正式にC-ウィルスの存在が確認されることとなった。
トールオークス
『6』に登場。アメリカにある人口7万人の都市で、2013年のアメリカ大統領の講演間際に発生したバイオテロへC-ウィルスが使用され、会場として使われる予定だったアイヴィ大学を中心にテロが進み、テロ発生日の翌朝に「滅菌作戦」が行われて街は消滅した。大統領はゾンビ化して死亡。劇中で確認できる生存者はレオン、ヘレナ・ハーパー。
蘭祥（ランシャン）
『6』に登場。中国の大都市で、ターチィ、ワイイプ、ポイサワンなど、いくつかの地域に分かれている。トールオークスのテロと同じくC-ウィルスが使用されて大規模な被害が発生し、2つのテロの首謀者である大統領補佐官ディレック・C・シモンズが死亡。劇中で確認できる生存者はレオン、ヘレナ、クリス、ジェイク・ミューラー、シェリー・バーキンだが、この他にも多数の生存者がいることが劇中の描写から確認されている。
ソニドデ・トトーガ島
『HI』に登場。南海のとある孤島で、かつては米軍基地が存在していた。オズウェル・E・スペンサーによる買い取りを経て建造された研究施設がアレックス・ウェスカーに提供された後、ディルク・ミラーによる「蠱毒計画」の実験場としての再利用を経てバイオハザードが発生する。原住民たちのほか、テレビ番組のロケに訪れていたグラビアアイドルたちやスタッフたちがゾンビ化し、B.O.W.やクリーチャーの出現も重なってほぼ全滅した。劇中で確認できる生存者は富長タケル、優貴マユ、マリルー・マボウ、クレア、パーカー、ヘンドリック。
ベイカー農場（事件名：ベイカー邸事件）
『7』に登場。ルイジアナ州北部にあるダルヴェイ郡の郊外に位置するジャック・ベイカーが主を務める農場。周囲を河口に隣接していると思われし沼地や森、広大な洞窟の残る廃塩鉱などがある。国際犯罪組織「コネクション」が開発したE型特異菌を宿する生体兵器エヴリンを護送していたタンカー「アナベル号」が、エヴリンが船内で起こしたバイオハザードをきっかけに爆発、座礁事故を起こし、農場近くに漂着。救助活動を行っていたジャックはエヴリンと彼女の護送担当だった工作員のミア・ウィンターズの2人を救出するが、今度は邸宅内でバイオハザードを引き起こし、ジャックと、その妻 マーガレット・ベイカー、息子のルーカス・ベイカー、娘のゾイ・ベイカーを特異菌に感染させる。その後、公には行方不明とされたベイカー家は特に感染度合が重かったジャック、マーガレットの2人と、コネクションとの接触によって自我を取り戻した後、エヴリンの監視と特異菌の研究を任される事になったルーカスの凶行によって、ベイカー家周辺に迷い込んだ旅行客や地方テレビ局の取材班などを拉致、監禁するなどして犠牲者を増やしていった。生存者はイーサン・ウィンターズ、ミア、ゾイ、ジョー・ベイカー、クリス以下対バイオテロ専門民間軍事会社「アンブレラ」戦闘員複数人。
尚、次作『ヴィレッジ』において、事件の発端となったコネクションによるエヴリン護送のきっかけはBSAAによる襲撃作戦がコネクション側に漏洩した為であり、結果としてBSAAの不手際がきっかけで起こった事件であった事や、その後、事件の全容はBSAAによって隠蔽され、生存者の一人であったゾイは公式上は死亡扱いとなり、イーサン、ミア夫妻もBSAAによる監視下での生活を余儀なくされる事となった。また、クリスは一連のBSAAの対処に懐疑心を懐き、以降組織から距離を置いて独自に行動をとる事となる。

## 映画版におけるラクーンシティ
『I』『II』は主にラクーンシティが舞台になっているが、片田舎として描かれていたゲーム版よりもはるかに大規模な都市として描写されており、市街地シーンの撮影はカナダのトロントで行われた。
バイオハザード発生後はアンブレラによって隔離されたが、発生の翌日にはアンブレラのティモシー・ケイン少佐主導の下、アンブレラ社保有の軍用機から発射された5kt戦術核ミサイルにより滅菌された。しかし、滅菌を実行したにもかかわらずラクーンシティでの検疫を逃れた一部の人間を中心にT-ウィルスが全世界に拡散したと『III』で語られている。また、『IV』では、東京で新たな感染者が発生したのを皮切りに、世界各地へバイオハザードが拡散したことが明らかになった。
『II』では教会裏の墓場からゾンビが出現したことにより、バイオハザード発生以前からウィルスが漏れていたことが示唆されている（作中でアンブレラが流していたテレビCMにより、T-ウィルスを使った「皺取りクリーム」が販売されていたことなど）。
『ザ・ファイナル』では滅菌作戦後の焦土化したラクーンシティが登場し、荒廃した高層ビルなどを根城にする生存者の集団が登場している。

### 施設・機関
鏡の館 (Looking Glass House)
アークレイ山中に存在する洋館。アンブレラの秘密施設「ハイブ」を隠匿するために設置された施設であり、偽装結婚していたアリスとスペンスが居住していた。ハイブへはこの邸宅の地下にある隠し通路から専用列車に乗って行く必要がある。モチーフはゲーム版における洋館（アークレイ研究所）であり、名前の由来は「不思議の国のアリス」。
ハイブ (The Hive)
ラクーンシティの地下深く、約600mに建設されたアンブレラの巨大研究施設。物資運搬用の貨物列車、屋敷とつながる緊急用通路などで地上と接続されている。「ハイブ（「巣」の意）」の名の通りハチの巣状に多層構造になっており、「レッドクイーン」と呼ばれる開発者の娘の姿を模したAIによって管理されている。従業員数500人を超える大規模な研究所であり、生物兵器の開発が行われていた。『I』においてウィルスが漏洩したことによりバイオハザードが発生したが、研究所の外に流出することを阻止するために「レッドクイーン」が多くの生存者を残したまま施設を封鎖した。
『II』の冒頭において、『I』での事故状況を調査するためにアンブレラの調査チームが内部へ侵入した際にゾンビの群れに襲撃されたことにより、外部へウィルスが流出し、やがて市全域を巻き込む大災害へと発展した。『ザ・ファイナル』では、核攻撃を受けたにもかかわらず地下のハイブは破壊を免れており、アンブレラの地球上最後の拠点として機能していた。アンブレラ高級幹部の隠れ蓑と化しており、物資を大量に集積しアウトブレイク収束後の世界再編に備えている。
モチーフはゲーム版『2』に登場した地下研究所。内部の構造は原作から大きく改変されているが、メインシャフトなどモデルとされた場所が多く登場している。
一方で、映画版の要素がゲーム版に逆輸入された例も存在しており、『UC』でのレッドクイーンや『4』『6』におけるレーザー攻撃システムなどが映画版へのオマージュとして登場している。
ラクーン小学校 (Raccoon City Junior School)
アンジェラ・アシュフォードが通っていた小学校。街の中心から離れた場所に位置する。バイオハザード発生後には、ほぼすべての教師や小学生たちがゾンビ化していた。
ラクーン原子力発電所 (Raccoon Nuclear Power Station)
市内に存在した原子力施設。アンブレラ社がバイオハザード発生の事実と滅菌作戦を隠蔽するために、「ラクーンシティの悲劇は原発事故によるもの」というカバーストーリーに利用された。実際には事故は起きておらず、滅菌作戦前にアンブレラの工作活動により破壊されている。
レイベンズゲート教会 (Raven's Gate Church)
レイベンズ区にある教会。ジルたちが訪れた時には内部にリッカー3体が潜んでおり、そこに現れたアリスが一掃を経てジルたちと合流することとなる。

## 小説版（S・D・ペリー著作）におけるラクーンシティ
S・D・ペリーによるノベライズ版は、原作とは異なる世界観・物語展開であるため、市の設定等にも違いが随所に表れている。
- 原作ではラクーンシティの位置は明言されていないが、小説版ではペンシルベニア州内に存在しており、近隣に「レイサム（Latham）」なる町がある。
- R.P.D.庁舎が美術館を改装した建物ではなく、元々市役所として使用されていた建物が図書館に改装され、その後警察署に転用されたという設定になっている。
- 『死者の街』では、事件発生時の市長が「ハリス」という人物になっており、原作の現市長マイケル・ウォーレンは既に退任している。
- 表記揺れにより「シダー地区（Ceder district）」が「サイダー地区（Cider district）」に、「セントミカエル時計塔」が「セントマイケル教会」となっている。
- 『UC』では市街に続く幹線道路がすべてアンブレラの工場の敷地内にまたがっており、かつ隔壁による封鎖が可能であることや、アークレイ山地へ通じる道路は遠隔操作で橋を上げる跳ね橋式になっていたりといった設定が明かされている。